# کلید (فیلم ۱۹۵۸)
کلید (انگلیسی: The Key) فیلمی در ژانر درام، رمانتیک، و نوآر به کارگردانی کارول رید است که در سال ۱۹۵۸ منتشر شد.

## بازیگران
- ویلیام هولدن
- سوفیا لورن
- تروور هاوارد
- اسکار هومولکا
- برنارد لی
- برایان فوربز
- روپرت دیویس
- جان کراوفورد
- مایکل کین
- کیرون مور